# صندوق-یا-شیرینی

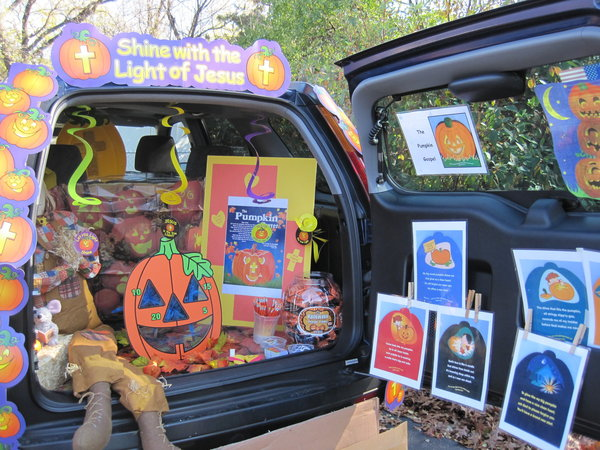
یک رویداد trunk-or-treating در کلیسای سنت جان کلیسای لوتری و مرکز آموزش زودهنگام در داریان، ایلینوی، ایالات متحده

صندوق-یا-شیرینی (به انگلیسی: Trunk-or-treating) یک نوع سنت هالووین است که معمولاً به عنوان جایگزینی برای trick-or-treating در ایالات متحده انجام می‌شود. این رسم از دهه ۱۹۹۰ آغاز شده و شامل دادن یا گرفتن شیرینی و خوراکی‌های دیگر از صندوق عقب خودروها است. این رویداد معمولاً در شب هالووین برگزار می‌شود، هرچند ممکن است در روزهای منتهی به ۳۱ اکتبر نیز برگزار گردد. این سنت به عنوان جایگزینی امن‌تر برای trick-or-treating خانه به خانه، به ویژه برای کودکان، شناخته می‌شود.

## تاریخچه

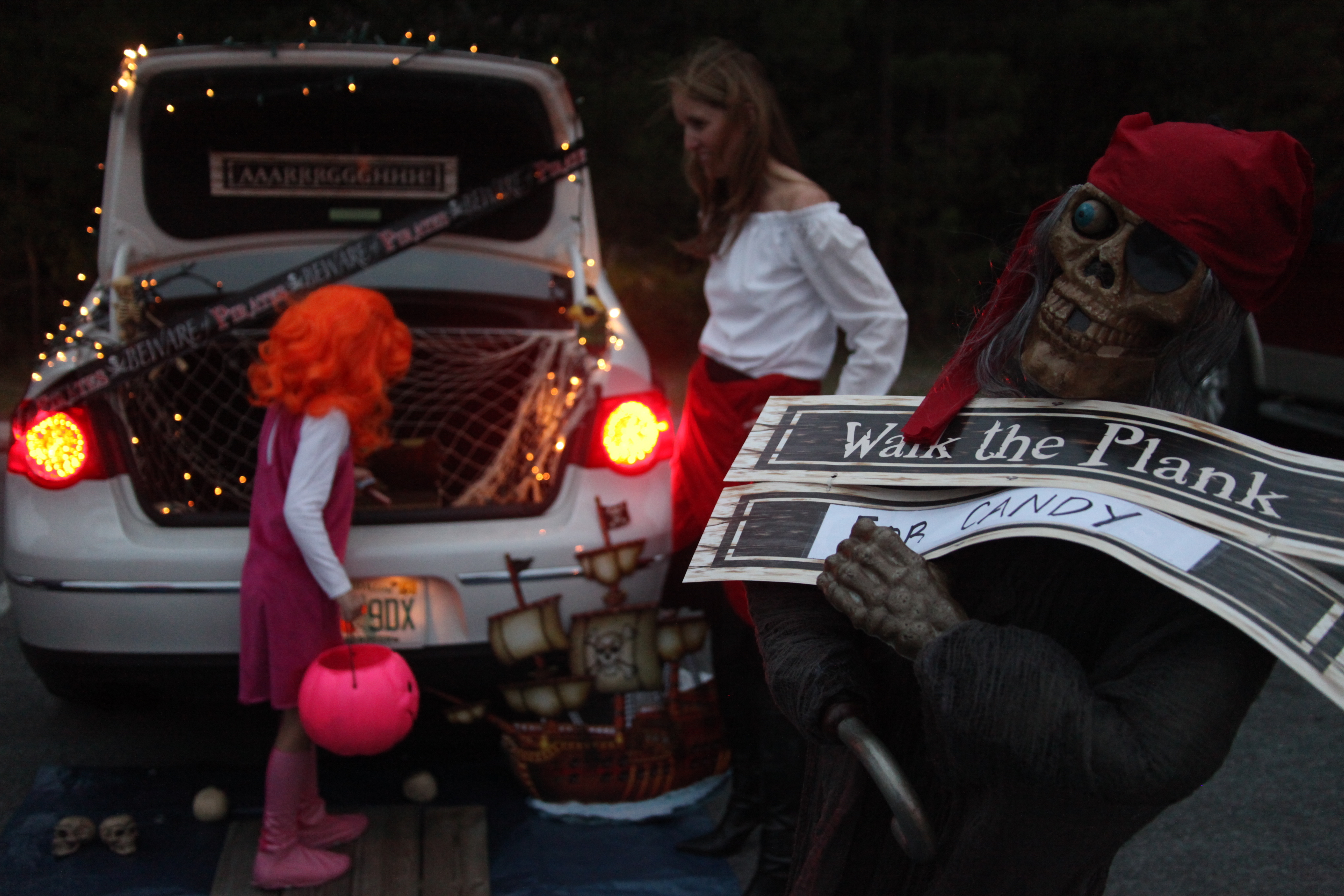
یک خودرو در trunk-or-treating در پایگاه هوایی تفنگداران دریایی چری پوینت در ایالت کارولینای شمالی

این سنت سالانه از دهه ۱۹۹۰ توسط سازمان‌های مذهبی و گروه‌های وابسته به کلیسا به عنوان یک "جشن پاییزی" به عنوان جایگزین برای trick-or-treating آغاز شد و به عنوان نتیجه‌ای از "نگرانی از برخی نام‌های هالووین" ایجاد شد. این سنت به عنوان جایگزینی امن‌تر برای trick-or-treating به دلیل افسانه‌های مربوط به شیرینی‌های سمی ایجاد شد؛ در حالی که trick-or-treating شامل مراجعه به خانه‌ها برای دریافت شیرینی است، trunk-or-treating شامل دریافت خوراکی از صندوق عقب خودروها می‌باشد. همچنین، trunk-or-treating از جرایم خیابانی مرتبط با trick-or-treating جلوگیری می‌کند.
آداب trunk-or-treating موجب شده تا این سنت با نام "هالووین tailgating" نیز شناخته شود، که اشاره به استفاده از صندوق عقب خودروها برای پخش شیرینی دارد. این سنت در قرن ۲۱ به تدریج محبوبیت بیشتری پیدا کرد و در سنتر پوینت، آلاباما، اولین رویداد به این سنت برگزار شد. برخی کلیساها و رهبران مذهبی سعی دارند با این پدیده فرهنگی هالووین تعامل داشته باشند و آن را فرصتی برای ارتباط فرهنگی با انجیل می‌دانند. دیگران پیشنهاد می‌کنند که رویدادهای trunk-or-treat توسط گروه‌های محلی و اجتماعی نیز برگزار شود تا به شمولیت بیشتر کمک کند.

## آداب و رسوم
trunk-or-treating معمولاً در هالووین و شب آن روز برگزار می‌شود، اما می‌تواند در روزهای منتهی به جشن سالانه نیز برگزار شود. مکان‌های برگزاری trunk-or-treating متفاوت هستند؛ هرچند بیشتر اوقات در کلیساها، مدارس، پارکینگ‌های بزرگ و نمایندگی‌های خودرو برگزار می‌شود. خودروهایی که از آن‌ها شیرینی گرفته می‌شود، معمولاً با تزئینات هالووین آراسته می‌شوند تا متناسب با این روز سالانه باشد.